# Eemi Tervaportti
Eemi Tervaportti (ur. 26 lipca 1989 w Äetsä) – fiński siatkarz, grający na pozycji rozgrywającego, reprezentant kraju. 

## Sukcesy klubowe
Puchar Finlandii:
- 2009

Liga fińska:
- 2010

Puchar Belgii:
- 2013

Liga belgijska:
- 2013, 2014, 2015

Superpuchar Belgii:
- 2013, 2014

Puchar Ligi Greckiej:
- 2019

Liga grecka:
- 2019
- 2020

Liga polska:
- 2021, 2023[3]
- 2022[4]

Superpuchar Polski:
- 2021, 2022[5]

Liga Mistrzów:
- 2023[6]

Superpuchar Ukrainy:
- 2023[7]

Puchar Ukrainy:
- 2024[8]

Liga ukraińska:
- 2024[9]